# Bäckerei Selkmann Elsterwerda

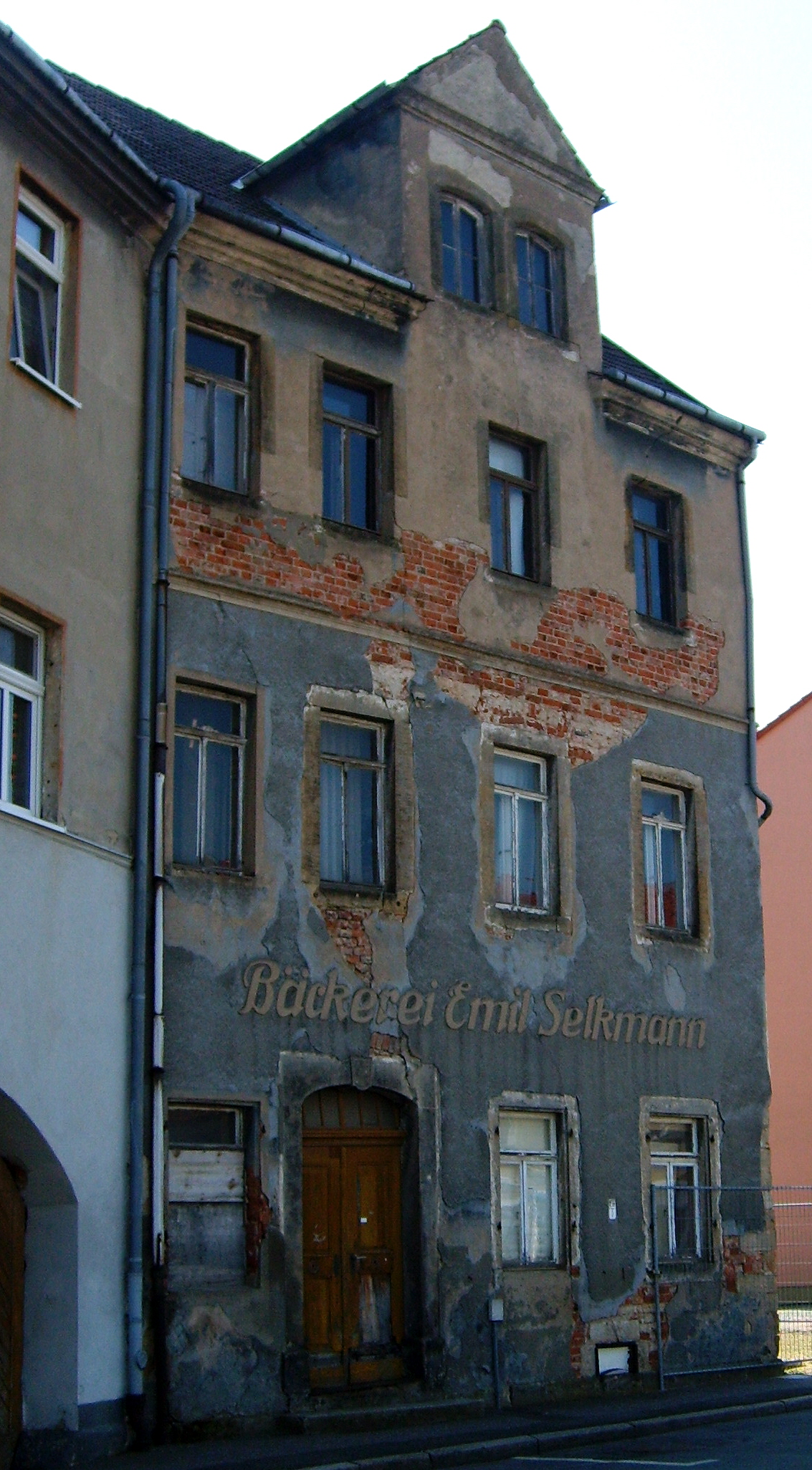
Die einstige Bäckerei Selkmann in Elsterwerda.

Das Gebäude der einstigen Bäckerei Selkmann war ein Baudenkmal in der südbrandenburgischen Kleinstadt Elsterwerda im Landkreis Elbe-Elster. Es befand sich in der Hauptstraße 34 in unmittelbarer Nähe des Marktplatzes der Stadt.

## Geschichte
Das Gebäude wurde um etwa 1800 errichtet. Es war damit eines der ältesten erhaltenen Häuser der Elsterwerdaer Innenstadt. Anfang des 20. Jahrhunderts wurde es noch einmal aufgestockt. Bis etwa 1960 befand sich hier das Geschäft der Bäckerei Emil Selkmann. Die Bäckerei war bereits seit Mitte des 19. Jahrhunderts in Elsterwerda ansässig und eine der ältesten im Stadtgebiet von Elsterwerda. Nachdem noch bis 1990 eine Wohnung vermietet war, befand sich das inzwischen leer stehende Gebäude seit 1992 im Besitz einer Kraupaer Unternehmerfamilie, welche das Haus ursprünglich abreißen und durch einen Neubau ersetzen wollte. 
Nach einer Kreisbereisung des Landesdenkmalamtes wurde das Gebäude allerdings zwischen 2000 und 2003 unter Denkmalschutz gestellt. Da nach Angaben der Besitzer für den Erhalt des Baudenkmals etwa 1,1 Millionen Euro notwendig gewesen wären, nahmen diese daraufhin vorerst von ihren ursprünglichen Plänen Abstand; das die Innenstadt prägende Gebäude verfiel zusehends. 
Nachdem um das Jahr 2010 wieder aufkommende Bestrebungen, die Ruine abzureißen, zunächst keinen Erfolg hatten, begannen am 14. September 2012 die Abrissarbeiten, welche kurze Zeit später abgeschlossen waren.